# Bataille de Langres
La bataille de Langres est un combat survenu en 298 à Langres, sur le territoire de la cité gallo-romaine des Lingons, opposant les Alamans et Romains commandés par le césar Constance Chlore.

## Déroulement
Pendant un raid des Alamans en Gaule romaine, le césar Constance Chlore, accompagné par une petite force, se porte en direction de Langres, capitale des Lingons. Attaqué par surprise par des Alamans supérieurs en nombre, il doit hasarder la bataille. Repoussé vers Langres, il en trouve les portes fermées, les habitants refusant de lui ouvrir. Blessé, il est tiré au-dessus des murailles à l’aide de cordes.
Les Alamans entreprennent un siège qui, toutefois, ne dure que cinq heures car une force de secours romaine qu’il avait demandée pour repousser l’invasion barbare arrive. Ayant pris conscience du danger encouru par leur commandant, les troupes romaines de la région avaient afflué vers Langres. Les ayant aperçues, Constance sort de Langres, fond sur les ennemis qui fêtaient leur triomphe, leur infligeant de lourdes pertes, et se voit en moins de six heures vaincu, puis victorieux. Le nombre de 60 000 morts alamans avancé par certains historiens romains peut cependant avoir été exagéré pour faire paraître la victoire romaine plus brillante.